# Aripiprazol
Aripiprazol ist ein Arzneistoff aus der Gruppe der atypischen Neuroleptika und angezeigt zur Behandlung der Schizophrenie bei Erwachsenen und Jugendlichen ab 15 Jahren, zur Behandlung von mäßigen bis schweren manischen Phasen der Bipolar-I-Störung bei Erwachsenen und Jugendlichen ab 13 Jahren und zur Vorbeugung vor neuen manischen Episoden bei Erwachsenen. Unter dem Handelsnamen Abilify wurde es 2004 in Form von Tabletten, Schmelztabletten, Injektionslösung und Lösung zum Einnehmen europaweit zugelassen. Zulassungsinhaber ist Ōtsuka Pharmaceutical Co., Ltd. Abilify gehört zu den „Blockbuster-Medikamenten“ (Umsatz 2010 über 7 Mrd. Dollar).

## Pharmakodynamische und pharmakokinetische Eigenschaften
Aripiprazol ist ein funktionell selektiver Ligand am Dopamin-D2-Rezeptor. Es wirkt an diesem Rezeptor als Partialagonist über das G-Protein Gαi/o, während es über den Gβγ-Signalweg als robuster Antagonist fungiert. Am 5-HT2A-Rezeptor wirkt Aripiprazol als reiner Antagonist. Zusätzlich aktiviert es den 5-HT1A-Rezeptor wiederum als Partialagonist.
Aripiprazol besitzt eine Halbwertszeit von 60–80 Stunden. Eine maximale Plasmakonzentration wird nach etwa drei bis fünf Stunden erreicht.
Die agonistische Wirkung nützt bei relativem Dopaminmangel im ZNS: Der etwa 30%ige Agonismus soll beispielsweise im Frontalhirn zum Tragen kommen.
Bei erhöhter Neurotransmission an D2-Rezeptoren, wie sie für Schizophrenie angenommen wird (Hypothese: Überangebot von Dopamin im limbischen System, u. a. für das Entstehen von Emotionen zuständig), nutzt man den antagonistischen Effekt an diesem Rezeptor („Dopaminhypothese“).
Aripiprazol wird auf Grund seines partiellen Agonismus auch als Vertreter der dritten Neuroleptika-Generation bezeichnet.

## Klinische Wirkung
Trotz des neuartigen Wirkmechanismus wirkt Aripiprazol bei Schizophrenie nicht besser als bisherige Neuroleptika, und nur wenige Daten aus klinischen Studien sind der öffentlichen Beurteilung zugänglich.

## Unerwünschte Wirkungen
Zu den unerwünschten Wirkungen zählen extrapyramidal-motorische Störungen, die allerdings nur halb so häufig wie unter einer Haloperidol-Behandlung auftreten. Die Häufigkeit von Spätdyskinesien lässt sich noch nicht beurteilen. Es wird vermutet, dass bei Atypika im Vergleich zu älteren Präparaten ein geringeres Risiko besteht, was allerdings nicht belegt ist.
In Einzelfällen wurde von einer Verschlimmerung psychotischer Symptome berichtet. Diese Störwirkung wird ebenfalls mit dem besonderen Wirkmechanismus von Aripiprazol in Verbindung gebracht.
Weiterhin können folgende Nebenwirkungen auftreten:
- Hyperhidrose
- Blepharospasmus
- Kopfschmerzen
- Agitiertheit
- Angst
- Schlafstörungen
- Verdauungsstörungen, Obstipation, Übelkeit und Erbrechen
- Benommenheit, Schläfrigkeit, Beeinträchtigung des Reaktionsvermögens
- Akathisie
- Hypersexualität[14][15] → Einzelfallberichte
- Depression[16]
- Hypomanie
- orthostatische Hypotonie (lagebedingter Blutdruckabfall)[17] → sehr selten
- Malignes Neuroleptisches Syndrom[18][19]
- Müdigkeit[20] → häufige Nebenwirkung
- Schwäche[20] → häufige Nebenwirkung
- * Diabetes mellitus → Häufigkeit: häufig (EU)[21] bzw. „nicht bekannt“ (CH)[22][A 1]
- impulsives Verhalten (z. B. Glücksspiel, das zu Spielsucht führt)[23]
- okulogyre Krise

Bei älteren Patienten mit Demenz führt Aripiprazol zu erhöhter Sterblichkeit; deshalb soll es diesen Patienten nicht verschrieben werden.

## Aripiprazol mit Sensor
Im November 2017 erhielt Otsuka Pharmaceutical von der US-amerikanischen Zulassungsbehörde (FDA) für die USA die Zulassung von Aripiprazol mit einem Sensor: Abilify MyCite. Die Tabletten enthalten einen eingebetteten Sensor, der aufzeichnet, dass das Medikament eingenommen wurde und sich im Magen aufgelöst hat. Der Sensor sendet bei Verdauung eine Nachricht an ein tragbares Pflaster. Das Pflaster überträgt die Informationen beispielsweise an ein Smartphone, so dass der Patient die Einnahme auf einem digitalen Medium verfolgen kann. Die FDA betont, dass die Fähigkeit von Abilify MyCite – die Einhaltung der Behandlungsvorgaben durch die Patienten zu verbessern – nicht nachgewiesen wurde. Die Sensortechnologie stammt von Proteus Digital Health.